# Rennstraße
Die Rennstraße im Taunus, im Gebiet des heutigen Naturpark Taunus, war eine der wichtigsten Handelsstraßen und Höhenwege, die auf rund 36 km Länge das westliche Rhein-Main-Gebiet mit dem Hintertaunus verband und bis nach Weilmünster führte.

## Situation in Deutschland
In Deutschland gibt es mehrere Altstraßen mit der Bezeichnung „Rennstraße“, „Rennweg“ oder „Rennsteig“. Als Rennstraße wurde, in Analogie zum weltbekannten, thüringischen Rennsteig, eine (historische) Hauptstraße (meist Höhenweg) bezeichnet, auf der man recht schnell vorankommen konnte („Renn“ von „rennen“).

## Verlauf
Der Verlauf dieser Altstraße ist wohl auf die fränkische Zeit zu datieren, der größte Teil davon dürfte jedoch als so genannte Hünerstraße vormals keltischen Ursprunges, also bereits vorchristlicher Herkunft gewesen sein und vermutlich die keltischen Befestigungsanlagen am Altkönig, Burg, Hühnerküppel, Riesenburg mit den Oppida im Gießener Land (Dünsberg, Glauberg) verbunden haben.
Die Rennstraße selbst verlief als Höhenstraße von Königstein und Kronberg im Taunus, vorbei am Altkönig (keltische Ringburg), über Fuchstanz und Taunushauptkamm nordwärts, verzweigt sich mit der (keltischen) Hünerstraße, überquert den Limes und die Siegfriedstraße und führt in den Hintertaunus hinein. Sie verläuft östlich vorbei an Reifenberg (die Hünerstraße führte über den „Hünerberg“ westlich vorbei), durchquert den Höhenort Seelenberg (vermutlich Pferdewechselstation), vereinigt sich wieder mit der Hünerstraße und führt im gleichen Verlauf wie diese über die Höhenzüge des Hintertaunus vorbei an Mauloff und verläuft oberhalb von Riedelbach vorbei, weiter am Eichelbacher Hof (mittelalterlicher Hof) und der Erhebung Kuhbett, passiert westlich Hasselbach und führt anschließend zwischen Emmershausen und Haintchen, vorbei an der sagenumwobenen Wüstung Grävenroth bis zur damals wohl sehr bedeutenden historischen Straßenkreuzung Eiserne Hand bei Langenbach. Von dort aus führte ein weiterer, wichtiger Abzweig ostwärts in das Usinger Land und die aus westlicher Richtung, aus dem Rheinland, kommende Hessenstraße vereinigt sich ebenfalls ab der Kreuzung „Eiserne Hand“ mit der aus dem Taunus kommenden Rennstraße/Hünerstraße und führt mit dieser identisch auf Höhenzügen weiter nördlich vorbei am Hühnerküppel (Spuren keltischer Befestigungsanlagen), nördlich zwischen Langenbach und Rohnstadt vorbei bis hinunter in das Weiltal nach Weilmünster (Reste alter Stadtmauern, Stadt- oder Römerturm).

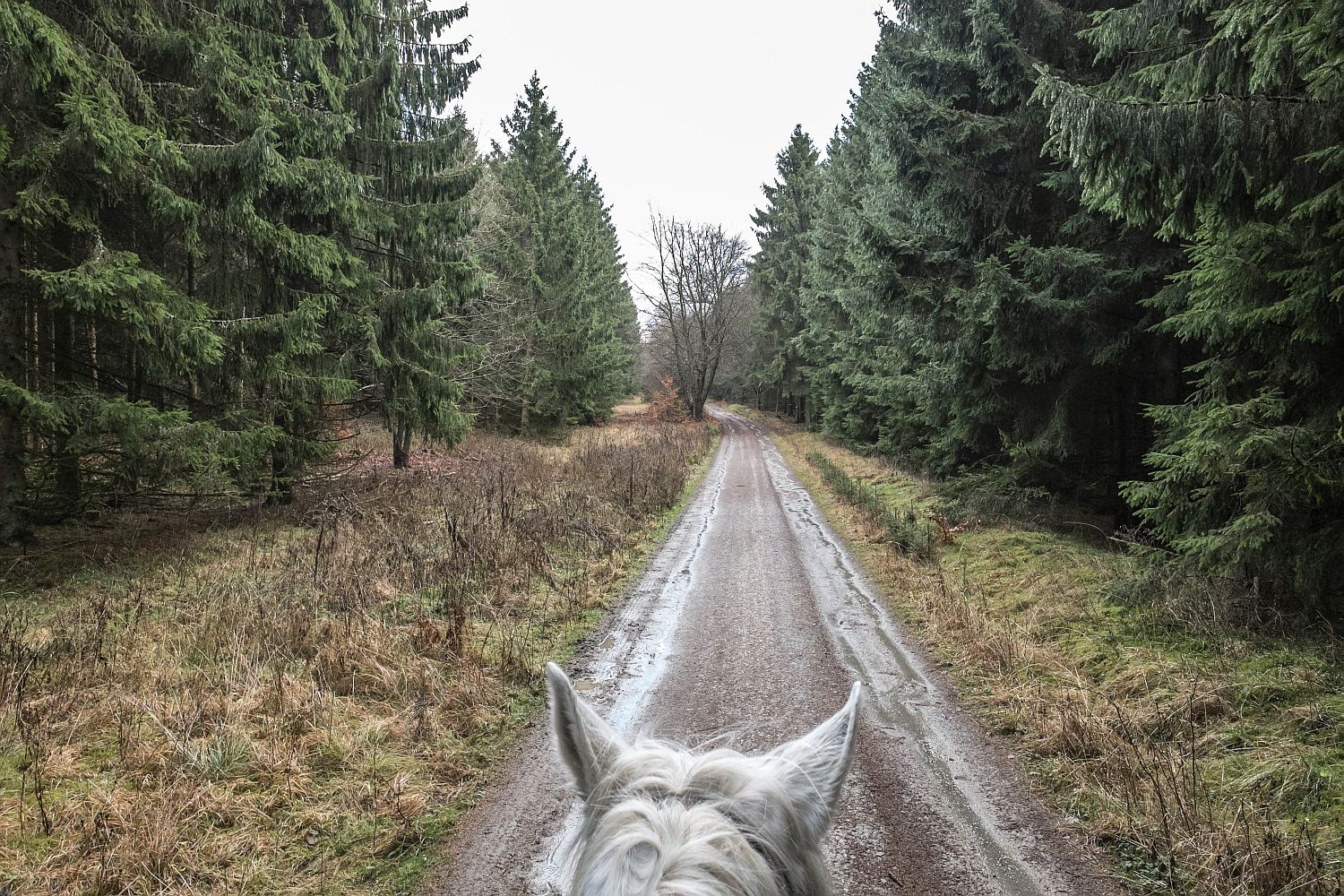
Rennstraße zwischen Mauloff und Seelenberg, links Sommerweg